# Эйдинова, Виола Викторовна
Виола Викторовна Эйдинова (23 мая 1929, Харьков — 22 июля 2020, Екатеринбург) — российский литературовед, доктор филологических наук, профессор филологического факультета Уральского государственного университета им. А. М. Горького. Заслуженный деятель науки Российской Федерации.

## Биография
Родилась 23 мая 1929 года в Харькове.
В 1952 г. окончила филологический факультет УрГУ.
В 1971 г. защитила кандидатскую диссертацию «Проза Эм. Казакевича (лирическое начало в творчестве писателя)».
В 1984 г. защитила докторскую диссертацию «Концепции стиля в литературной критике 20-х годов (из опыта советской литературно-критической периодики)».
Скончалась 22 июля 2020 года в Екатеринбурге. Похоронена на Сибирском кладбище.

## Научная работа
В. В. Эйдинова руководила научной темой «Стилевое развитие русской литературы XX в.», была специалистом в области теории художественного стиля, истории русской литературы XX века. Автор около 100 публикаций. Основатель научной школы в области теории стиля и исторического исследования динамики стиля. Труды о стиле И. Бунина, И. Бабеля, Б. Пастернака, А. Ахматовой, О. Мандельштама, А. Платонова, Л. Добычина и др. Была редактором серии научных сборников «XX век. Литература. Стиль». Выступила организатором Международной летней филологической школы аспирантов и молодых преподавателей вузов «Русская литература первой трети XX века в контексте мировой культуры», в работе которой приняли участие аспиранты, начинающие преподаватели и видные профессора России, Украины, Латвии и Эстонии.
Подготовила 6 докторов и 9 кандидатов наук.

## Основные работы
Книги
- Стиль писателя и литературная критика. — Красноярск, 1983;
- Полонский В. П. О литературе: Избр. работы / Вступит. ст. В. В. Эйдиновой. — М., 1988;
- Стиль художника: концепции стиля в литературной критике 1920-х гг. — М., 1991;
- Энергия стиля: о русской литературе XX века. — Екатеринбург, 2009.

Статьи
- «Счастливая Москва» как модификация стиля и слова А. Платонова: структура подмены // Страна философов Андрея Платонова: проблемы творчества. — М., 1999. Вып. 3;
- Бахтинская концепция литературной динамики и стилевые «антиформы» в литературе 1920—1930-х годов // Русская культура XX века: итоги столетия: сборник в честь 70-летия Г. А. Белой. — М., 2002;
- «Частное» как знак стиля Иосифа Бродского // Иосиф Бродский: стратегии чтения. — М., 2005.